# Juliusz Freisler
Juliusz Freisler (ur. 30 września 1909 w Nowym Sączu, zm. 1945) – porucznik sanitarny Wojska Polskiego.

## Życiorys
Pochodził z rodziny robotniczo-kolejarskiej. W 1928 zdał maturę. Absolwent Szkoły Podchorążych Piechoty w Komorowie. 5 sierpnia 1933 Prezydent RP Ignacy Mościcki mianował go podporucznikiem ze starszeństwem z 15 sierpnia 1933 i 451. lokatą w korpusie oficerów piechoty, a minister spraw wojskowych wcielił do 10 Pułku Piechoty w Łowiczu.
W 1935 stracił oko i bardzo poważnie uszkodził prawą rękę podczas manewrów, ratując młodego żołnierza (wyrwał mu z ręki odbezpieczony granat). Uznany za inwalidę, odwołał się od orzeczenia komisji o przeniesieniu na rentę – chciał pozostać w armii. Odwołanie rozpatrzono pozytywnie – został oficerem administracyjnym. Wkrótce złożył podanie o przywrócenie do wojsk liniowych. 
Na stopień porucznika został mianowany ze starszeństwem z 19 marca 1938 i 18. lokatą w korpusie oficerów piechoty. Później, w tym samym stopniu i starszeństwie, został przeniesiony do korpusu oficerów zdrowia, grupa sanitarna. W marcu 1939 pełnił służbę w Kadrze Zapasowej 1 Szpitala Okręgowego w Warszawie na stanowisku zastępcy oficera mobilizacyjnego.
W kampanii wrześniowej 1939 walczył w obronie Warszawy dowodząc kompanią karabinów maszynowych Batalionu Stołecznego. 24 września około godziny 1.00 wziął udział w wypadzie 1. kompanii strzeleckiej kpt. Wacława Sikorskiego z rejonu fortu III na miejscowość Blizne i skrzyżowanie dróg na południe od fortu III.
Został uznany za poległego w tej akcji i „pośmiertnie” awansowany przez generała Juliusza Rómmela na stopień kapitana.
Faktycznie został ciężko ranny. Ludwik Głowacki w marcu 1945 we Włodawie osobiście rozmawiał z porucznikiem Freislerem. „Miał on lewą rękę bez dłoni, z rękawa płaszcza kikut wystawał” i dalej „został ciężko ranny, stracił przytomność i nic nie wie, co się dalej działo. Odzyskał przytomność w domu przy ul. Wolskiej u nieznanej mu przedtem rodziny. Przeleżał tam przez miesiąc. Po odzyskaniu zdrowia wyjechał z Warszawy”. Zmarł w tym samym roku.
Jego trzej bracia walczyli w Armii Krajowej, a siostry były łączniczkami. Dom rodzinny w Nowym Sączu był natomiast punktem kontaktowym dla kurierów AK, prowadzonym przez jego ojca i matkę.

## Ordery i odznaczenia
- Krzyż Srebrny Orderu Virtuti Militari[8]
- Złoty Krzyż Zasługi – 29 maja 1936 „za czyn męstwa i odwagi w służbie wojskowej”[9][10]